# Brandingbaarzen
Brandingbaarzen (Embiotocidae) vormen een familie van baarsachtige vissen. De vissen worden langs de kusten van het noorden van de Grote Oceaan aangetroffen en kunnen tot 45 centimeter lang worden.
Ze zijn levendbarend. Hier komt de wetenschappelijke benaming ook vandaan, het Griekse embios wat "vasthoudend" betekent en tokos, wat staat voor "geboorte".

## Geslachten
Binnen deze familie zijn 13 geslachten te onderscheiden:
- Amphistichus Agassiz, 1854[2]
- Brachyistius Gill, 1862[2]
- Cymatogaster Gibbons, 1854[2]
- Ditrema Temminck and Schlegel, 1844[2]
- Embiotoca Agassiz, 1853[2]
- Hyperprosopon Gibbons, 1854[2]
- Hypsurus Agassiz, 1861[2]
- Hysterocarpus Gibbons, 1854[2]
- Micrometrus Gibbons, 1854[2]
- Neoditrema Steindachner in Steindachner and Döderlein, 1883[2]
- Phanerodon Girard, 1854[2]
- Rhacochilus Agassiz, 1854[2]
- Zalembius Jordan and Evermann, 1896[2]